# Viaduc Joly de Conflans-Sainte-Honorine
Ne pas confondre avec le pont Eiffel de Conflans-Sainte-Honorine sur l'Oise.
Le viaduc Joly de Conflans-Sainte-Honorine est un viaduc ferroviaire métallique franchissant la Seine sur une longueur de 185 mètres à Conflans-Sainte-Honorine. C'est un ouvrage d'art de la ligne A du RER d'Île-de-France emprunté ainsi par la ligne d'Achères à Pontoise. Celle-ci permettait de continuer en direction de Dieppe jusqu'en 1988, par emprunt de la ligne de Saint-Denis à Dieppe mais le trafic est depuis limité à Gisors qui est le terminus.

## Historique
Le pont d'origine est construit en 1876-77 pour la ligne Achères - Pontoise de la Compagnie de l'Ouest. Il est alors constitué d'un caisson-poutre en treillis métallique à double voie.
Pétardé en juin 1940, il est remplacé par un pont provisoire en 1941, lui-même démoli en mai 1944 par bombardement à haute altitude.
Il est reconstruit en 1946 avec un seul tablier au gabarit de la voie unique mais avec voies 1 et 2 entrecroisées (la reconstruction des piles en maçonnerie permettant toutefois la pose d'un 2e tablier).
Le second tablier a été reposé et remis en service le 17 avril 1978, ce qui a permis de rétablir la double voie d'origine.

## Iconographie
The Bridge at Conflans : huile sur panneau d'Edward Seago (1910-1974), 45,7 × 61 cm.

## Galerie de photographies

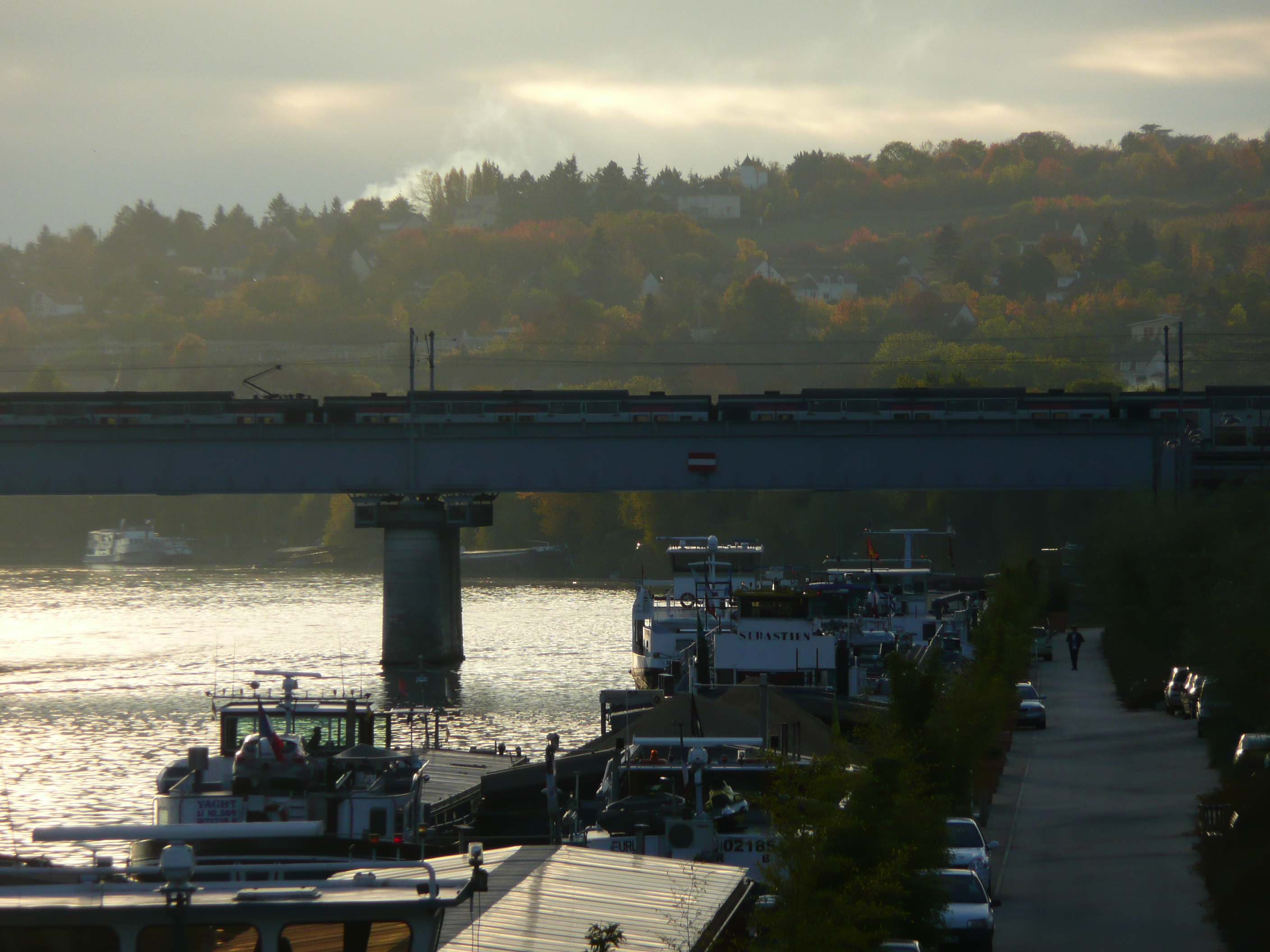
Péniches amarrées près du viaduc sur lequel passe une rame du RER.
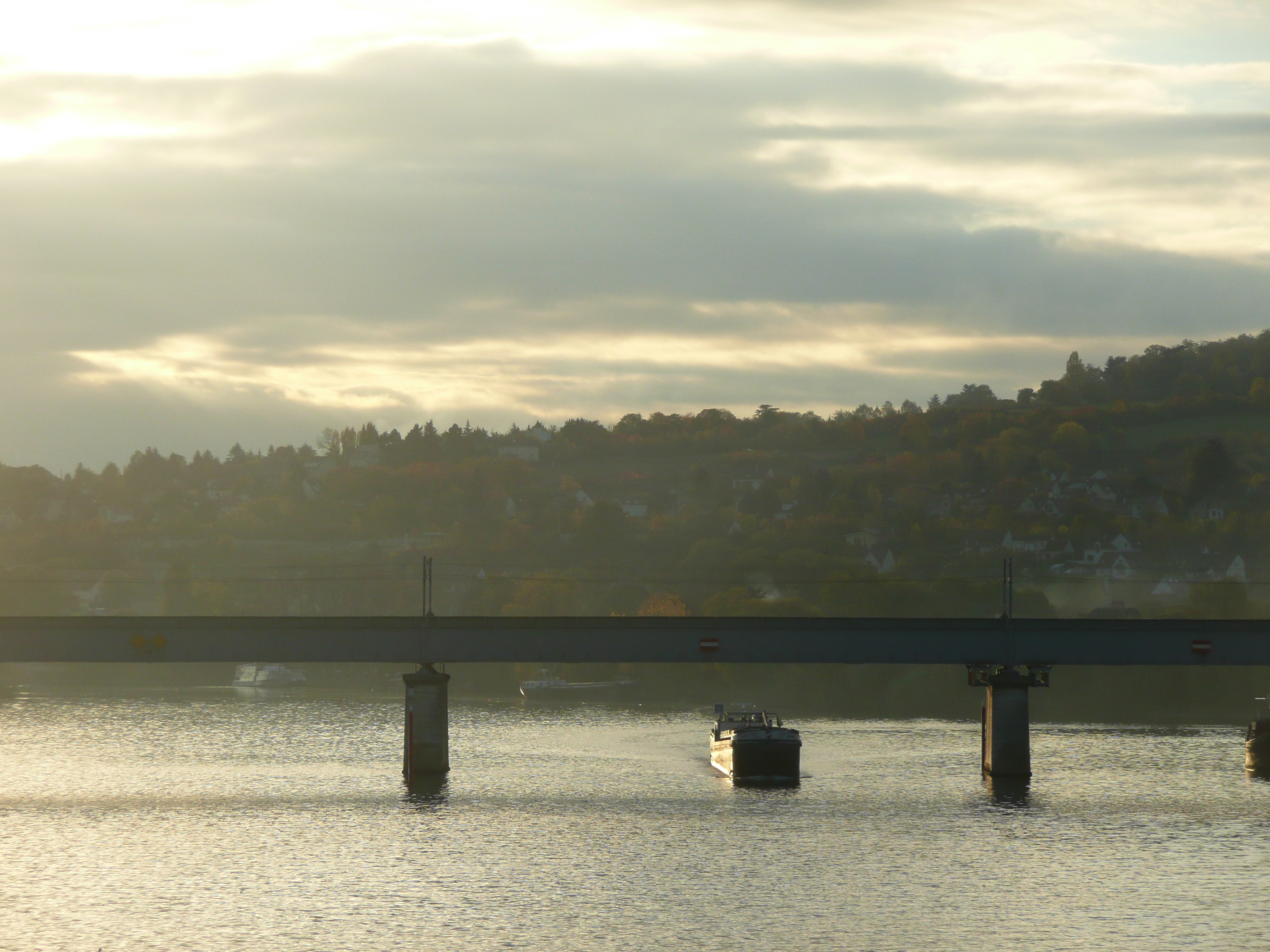
Travée centrale du viaduc sous lequel passe une péniche.

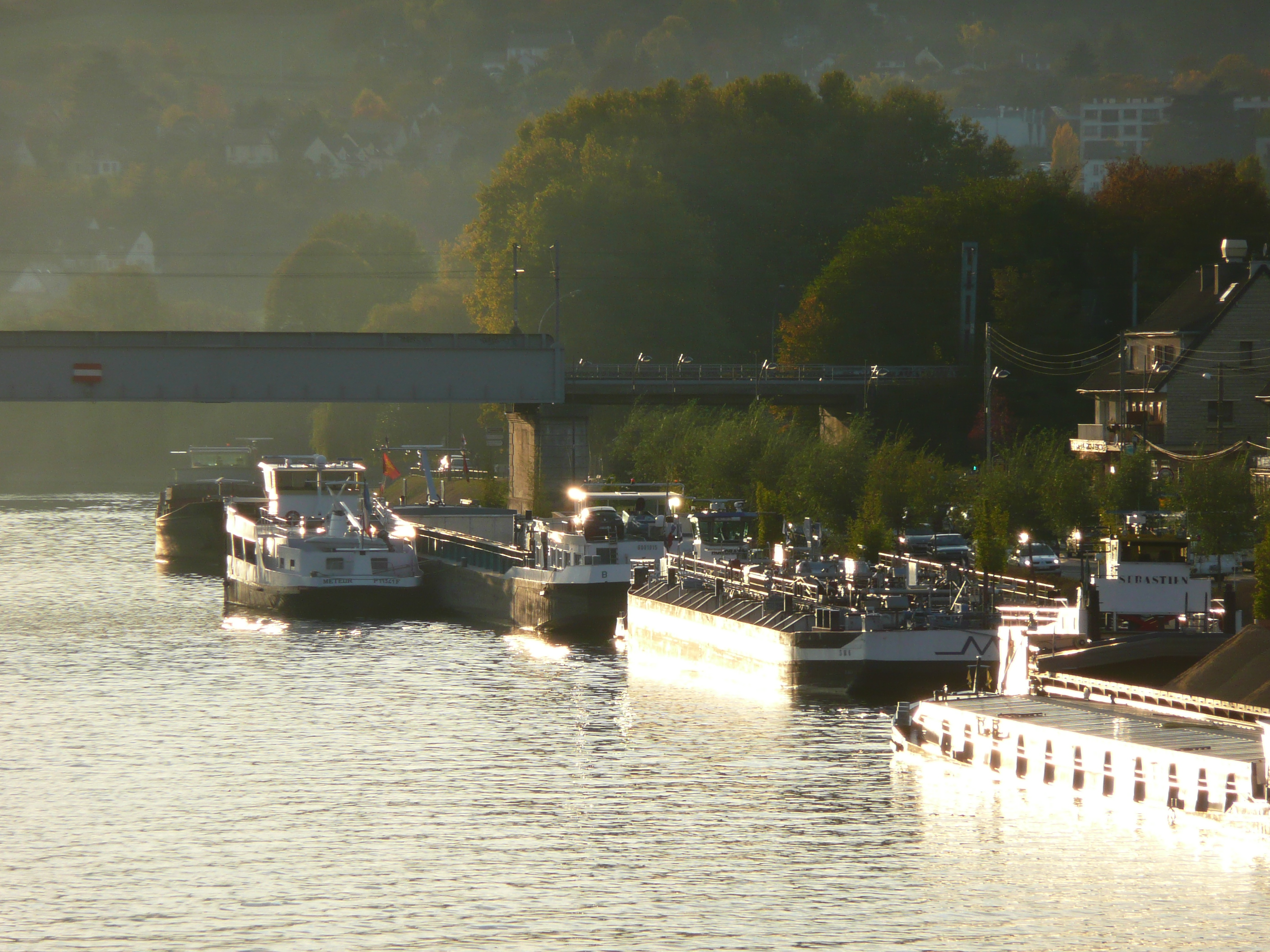
Péniches amarrées près du viaduc.
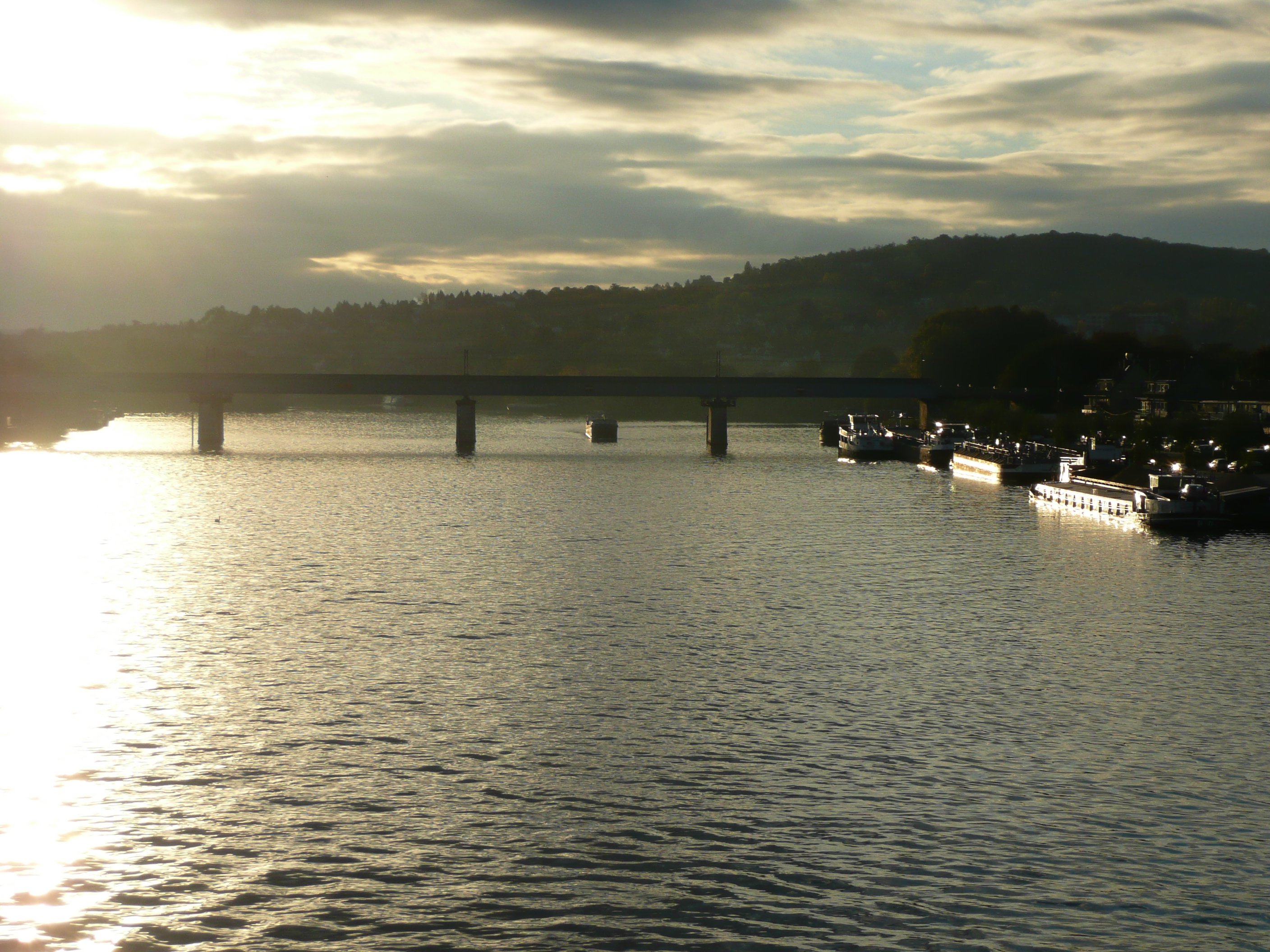
Vue d'ensemble du viaduc.

Note : Les péniches n'existent plus à proprement parler. Ne naviguent plus que des automoteurs de rivière de différents gabarits (de 38,5 m à plus de 100 m pour les plus grosses unités), des convois de barges poussées (d'environ 300 t à plus de 2 500 t pour les plus importantes), de petits caboteurs aptes aux traversées maritimes et des bateaux de croisière d'environ 110 m de long sur 11 m de large.